# Tarzan wśród małp (film 1918)
Tarzan wśród małp (ang. Tarzan of the Apes) – amerykański film niemy z 1918 roku w reżyserii Scotta Sidneya na podst. powieści Edgara Rice’a Burroughsa pod tym samym tytułem. Pierwsza adaptacja filmowa postaci Tarzana.